# Goniodiadema
Genre
Goniodiadema est un genre d’oursins (échinodermes) réguliers de la famille des Diadematidae.

## Caractéristiques
Ce sont des oursins dits « réguliers » : ils sont caractérisés par un test (coquille) de forme ronde, et presque uniformément couvert de radioles (piquants) réparties sur tout le corps, mais plus longues sur la partie supérieure. La bouche (appelée « péristome ») se situe au centre de la face inférieure (dite face « orale »), et l'anus (appelé « périprocte ») à l'opposé, soit au sommet du test (à l'« apex » de la face aborale).
Ce genre est caractérisé par plusieurs traits squelettiques, au premier rang desquels se trouve leur test gonflé, pentagonal et légèrement souple.

Le disque apical est hémicyclique, avec un périprocte large et sans plaques modifiées.

Les ambulacres sont étroits et droits, avec des paires de pores non conjuguées et unisériées, formant des triades à l'ambitus et sur la moitié aborale.

Les plaques ambulacraires sont trigéminées, portant de gros tubercule primaire irrégulièrement développés. Les ambulacres de la face orale présentent une granulation irrégulière, mais les gros tubercules primaires demeurent distincts. 

Les larges aires interambulacraires sont composées de plaques plus larges que hautes.
 
Les tubercules primaires sont perforés et crénulés, et les plaques ambitales peuvent en porter jusqu'à huit.
 
La face aborale est presque nue, alors que la face orale est densément granulée.

Le péristome est réduit.

Les radioles sont longues (au moins la diamètre du test), très fines et creuses.
On trouve cet oursin en profondeur à l'île Maurice.

## Liste d'espèces
Selon World Register of Marine Species (30 mars 2014) et le Natural History Museum, ce genre ne comporte qu'une seule espèce :
- Goniodiadema mauritiense Mortensen, 1939